# Lampa Palo Alto Airport
Lampa Palo Alto Airport är en flygplats i Chile.   Den ligger i provinsen Provincia de Chacabuco och regionen Región Metropolitana de Santiago, i den södra delen av landet, 28 km nordväst om huvudstaden Santiago de Chile. Lampa Palo Alto Airport ligger 521 meter över havet.
Terrängen runt Lampa Palo Alto Airport är varierad. Närmaste större samhälle är Lampa, 6,6 km nordost om Lampa Palo Alto Airport. 
Trakten runt Lampa Palo Alto Airport består till största delen av jordbruksmark. Runt Lampa Palo Alto Airport är det mycket tätbefolkat, med 3 134 invånare per kvadratkilometer.